# Emissiespectroscopie
Emissiespectroscopie is de methode waarmee de concentratie van een bepaalde stof gemeten kan worden aan de hand van de emissielijnen van die stof. Dit wordt gedaan door bijvoorbeeld AES (atomaire-emissiespectrometrie).
Bij AES wordt een vloeistof in een vlam verneveld, waarna het emissiespectrum bepaald wordt. Elk element verraadt zijn aanwezigheid door zijn karakteristieke emissielijnen. De intensiteit van de lijnen is een maat voor de concentratie.

Emissie-spectrum van waterstof.

Emissie-spectrum van ijzer.